# Maria Susana Azzi
Maria Susana Azzi (ur. 12 października 1952) – argentyńsko-włoska autorka książek; historyk i antropolog tanga argentyńskiego.
Skończyła wydział antropologii na Uniwersytecie w Buenos Aires w 1987 roku. Jest członkiem zarządu (2007) Fundación Astor Piazzolla, Academia Nacional del Tango. Uczy o antropologii tanga w Liceo Superior de la Academia Nacional del Tango. Opublikowała wiele artykułów na temat tanga argentyńskiego i jest autorem książek o historii tanga. Razem z Simonem Collier napisała biografię Astora Piazzoli.